# مايك باينوم
مايك باينوم (بالإنجليزية: Mike Bynum)‏ هو لاعب كرة قاعدة أمريكي، ولد في 20 مارس 1978 في تامبا في الولايات المتحدة.

## وصلات خارجية
- مايك باينوم على موقعبيزبول رفرنس.كوم (الدوري الرئيسي) (الإنجليزية)